# Cordilheira do Atlas

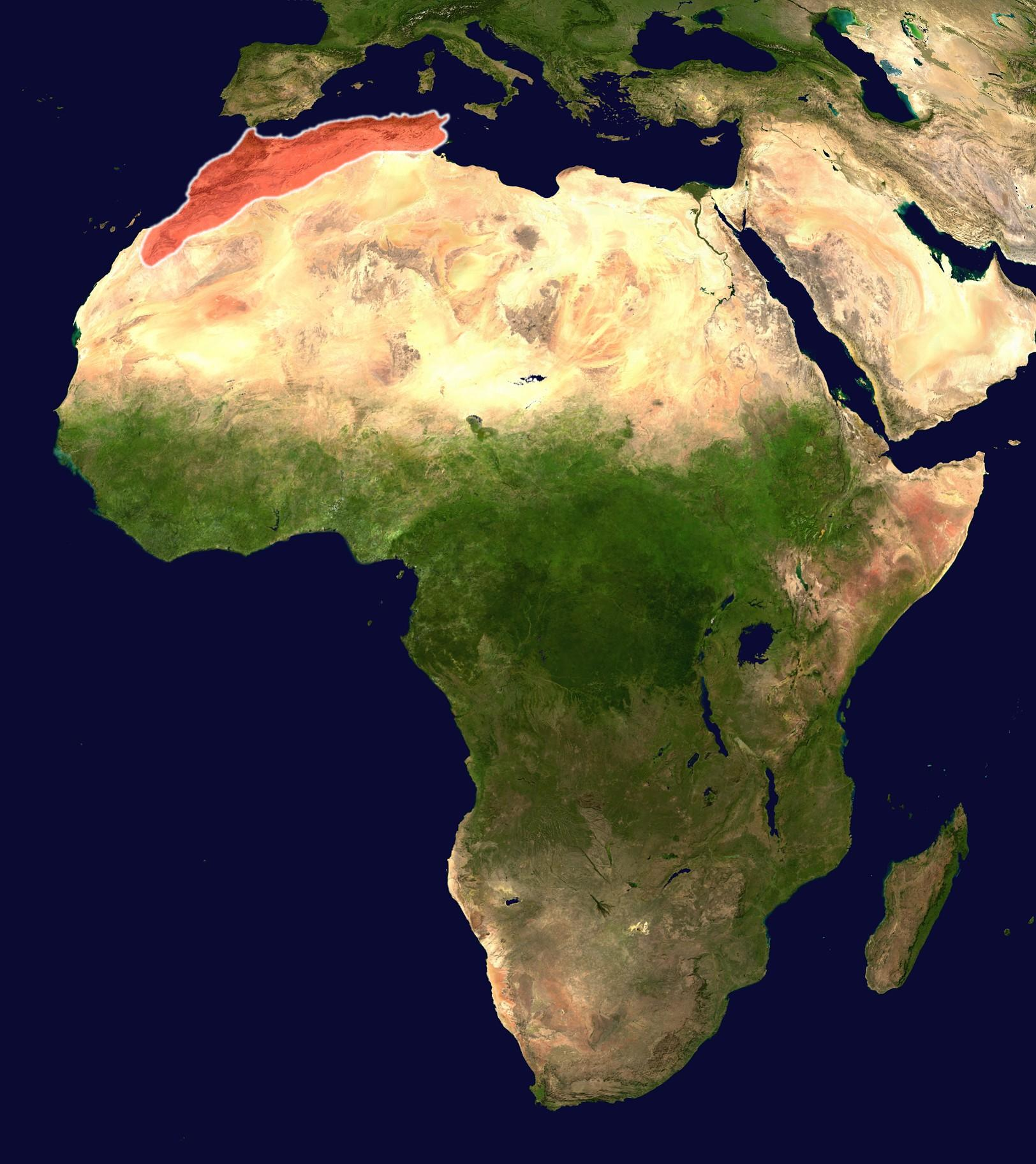
Foto de satélite com a localização da cordilheira do Atlas, cortesia NASA

A cordilheira do Atlas é uma cadeia de montanhas no noroeste da África que se estende por 2 400 km através de Marrocos, Argélia e Tunísia. A montanha mais alta é o Jbel Toubkal, com 4 167 m, localizado no sul de Marrocos. As montanhas do Atlas separam as terras costeiras do mar Mediterrâneo e do oceano Atlântico do deserto do Saara. A população dessas montanhas é constituída principalmente por berberes, no Marrocos.
Como a América do Norte, a Europa e a África formavam um supercontinente há milhões de anos, acredita-se que a cordilheira do Atlas tenham se formado como parte de orogênese Allegheniana. Essas montanhas formaram-se quando a África e a América colidiram, e foram uma cordilheira muito mais alta do que o Himalaia de hoje. Atualmente, os resquícios desta cadeia podem ser vistos na Fall line, no leste dos Estados Unidos. Algumas remanescências ainda podem ser encontradas nos Apalaches, formados mais tarde, na América do Norte. As montanhas da Sierra Nevada, na Espanha, também foram formadas nessa colisão continental.
A cordilheira se divide em vários grupos:
Em Marrocos:
- Atlas Médio (3 356 m)
- Alto Atlas (4 167 m)
- Antiatlas (3 304 m)
- Por vezes, o Rife, no norte de Marrocos também é considerado parte do Atlas.

Na Argélia:
- Aurés (monte Chelia 2 328 m)
- Djurdjura (2 308 m)
- Ouarsenis (1 985 m)

Na Tunísia:
- Dorsal Tunisiana (Djebel Chambi 1 544 m)

Há ainda o Atlas do Tell (monte Lalla-Khadîdja, 2 308 m), que se estende junto à costa do Mediterrâneo desde Marrocos até à Tunísia, e o Atlas saariano, que se estende desde o sudeste de Marrocos ao longo do centro-sul da Argélia.

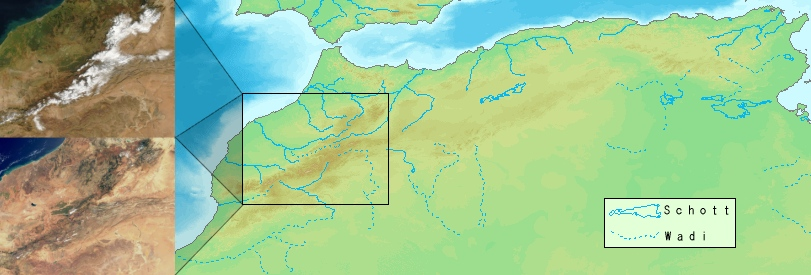
Mapa mostrando a localização da Cordilheira do Atlas no norte da África.